# Aburistinae
Aburistinae – podrodzina kosarzy z podrzędu Laniatores i rodziny Assamiidae zawierająca 8 opisanych gatunków. 

## Występowanie
Kosarze te występują w Afryce, gdzie zamieszkują kraje rejonu Zatoki Gwinejskiej.

## Systematyka
Podrodzina zawiera 8 gatunków zgrupowanych w 7 rodzajów:
Rodzaj: Aburista Roewer, 1935
- Aburista termitarum Roewer, 1935

Rodzaj: Aburistella Lawrence, 1947
- Aburistella flava Lawrence, 1947

Rodzaj: Bancoella Lawrence, 1947
- Bancoella bimaculata Lawrence, 1947

Rodzaj: Banconyx Lawrence, 1947
- Banconyx dentichelis Lawrence, 1947

Rodzaj: Sokodea Roewer, 1935
- Sokodea caeca Roewer, 1935

Rodzaj: Typhlobunellus Roewer, 1927
- Typhlobunellus formicarum Roewer, 1927
- Typhlobunellus platypalpis Lawrence, 1947

Rodzaj: Typhloburista Lawrence, 1947
- Typhloburista pusilla Lawrence, 1947